# 積読
 ウィクショナリーには、つんどくの項目があります。

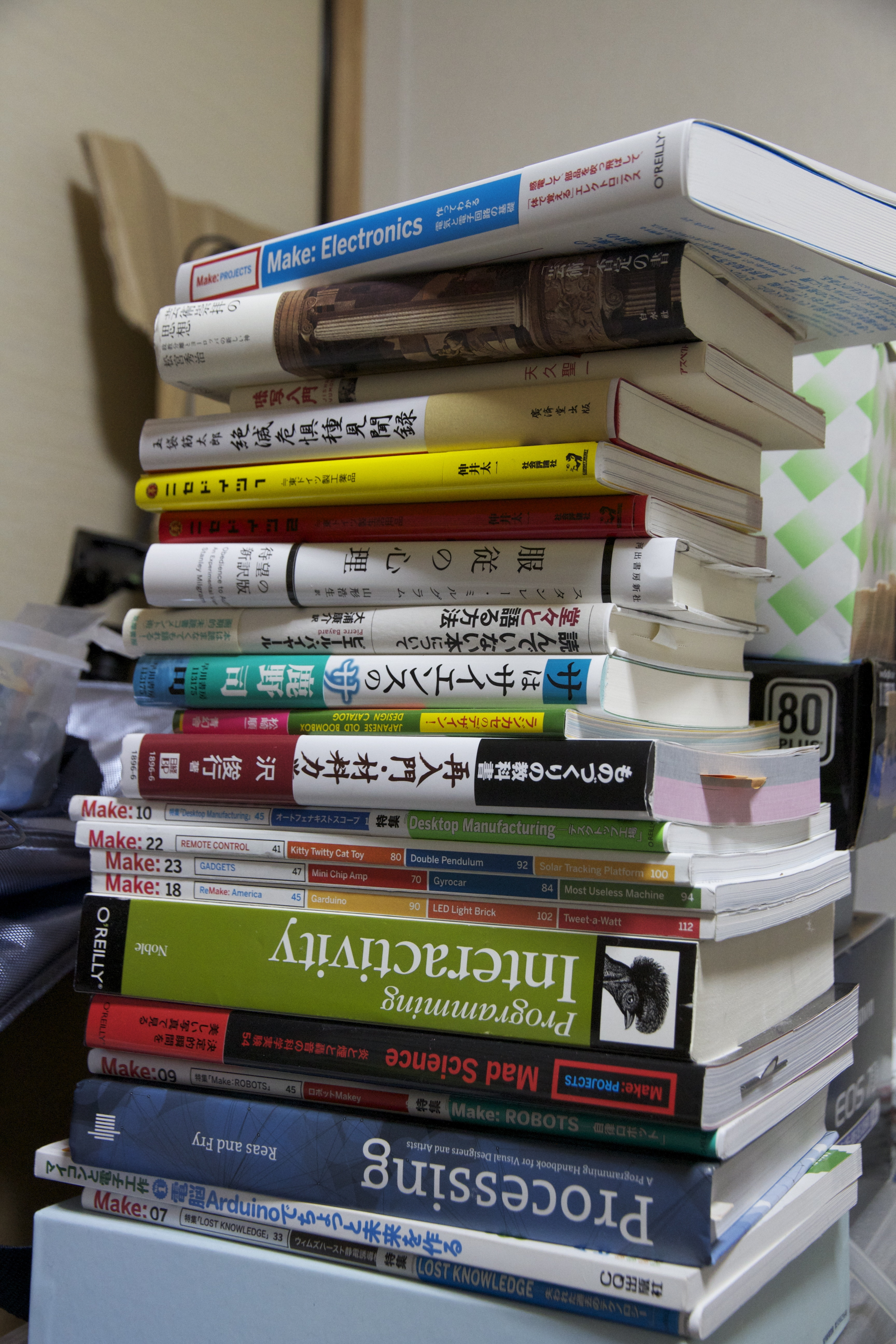
積み上げられた本

積読、積ん読（つんどく）は、入手した書籍を読むことなく自宅で積んだままにしている状態を意味する言葉である。

## 概要
「積んでおく」と「読書」の混成語であるとともに、「積んでおく」の転訛「積んどく」にも掛けている。
この言葉が生まれたのは明治時代だとされるが、『書物語辞典』（古典社 1936年発行）に「江戸時代すでに朗読・黙読・積置を書の三読法と称した」とあるように、概念自体は「積読」という言葉が誕生する以前からあったものと思われる。
考案者は田尻稲次郎や和田垣謙三など諸説ある。普及時期は不明であるが、1879年の小雑誌『東京新誌』に「ツンドク家」「ツンドク先生」の記述があることが確認されている。他にも内田魯庵の随筆『ツンドク先生礼讃』のように、明治から昭和初期には仮名で「ツンドク」と表記されていた。室山まゆみの漫画『あさりちゃん』の単行本第8巻（1982年）にも「積ん読」として、同様の意味で登場している。
ビブリオフィリアやビブリオマニアなどの類語は存在するが、日本語以外で同様の概念・習性を表す言葉はなく、2010年代に「tsundoku」として英国などで広まった。エラ・フランシス・サンダースによる『翻訳できない世界のことば』でも「木漏れ日」「わびさび」などと共に、多国語ではニュアンスをうまく表現できない言葉として紹介されている。
アルフレッド・エドワード・ニュートンは「読むことができなくても手に入れた書籍は無限に向かって到達する魂よりも空っぽな1冊の書籍を読む行為より多くの書籍を購入したくなる興奮を生み出す。我々はたとえ読まなくても本のたった一つの存在感が慰めをもたらすし、いつでも手に取れる安心感ももたらしているから本を愛している。」と述べている。